# Mictochroa paulata
Mictochroa paulata là một loài bướm đêm trong họ Noctuidae.